# Aston Martin Virage
O Aston Martin Virage é um automóvel gran turismo produzido pela fabricante britânica Aston Martin como substituto dos seus modelos V8. Introduzido no Birmingham Motor Show em 1988, foi acompanhado pelo Vantage de alto desempenho em 1993, e o nome do carro padrão foi mudado para V8 Coupe em 1996.
Este carro com motor V8 foi concebido como o melhor modelo da empresa, com o DB7 1994 de 6 cilindros posicionado abaixo dele. Embora o DB7 tenha mudado para um motor V12 e tenha garantido uma vantagem de desempenho, este modelo V8 permaneceu como o carro-chefe exclusivo, caro e construído à mão da linha Aston Martin. Foi substituído em 2000 pelo Vanquish. No final do ano de 2000, 1.050 de todos os modelos relacionados ao Virage haviam sido produzidos. O nome do V8 Vantage reapareceu em um novo modelo de entrada em 2005.
Uma nova geração do Virage foi introduzida no Salão de Genebra de 2011, para se encaixar no meio da atual linha da Aston Martin.